# Omega Race
Omega Race è un videogioco arcade sparatutto spaziale pubblicato nel 1981 da Midway Games e successivamente convertito per Atari 2600, ColecoVision, Commodore 64 e Commodore VIC-20. Simile ad Asteroids sotto certi aspetti, è l'unico gioco prodotto dalla Midway con hardware grafico vettoriale.

## Modalità di gioco
Il giocatore muove un'astronave su un'area fissa bidimensionale con vista dall'alto. L'originale arcade ha grafica monocromatica, ma è dotato di uno sfondo fisso in sovraimpressione con nebulose colorate.
L'astronave può ruotare su sé stessa, accelerare in avanti muovendosi con inerzia e sparare raggi laser. L'originale arcade è dotato di una manopola per ruotare e un pulsante per accelerare, mentre le conversioni supportano metodi di controllo sia con paddle sia con joystick/tastiera, tranne la versione Atari che prevede l'uso di un adattatore Booster Grip, incluso nella confezione, che trasforma il controller in un joystick a due pulsanti.
Se l'astronave urta le pareti dell'arena rimbalza senza subire danni. Oltre ai bordi dello schermo, le pareti sono costituite da un rettangolo al centro dell'arena; l'area percorribile ha quindi una forma a ciambella. Il rettangolo centrale ospita al suo interno le informazioni su punteggio e vite.
I nemici sono astronavi-robot, sempre più numerose con l'avanzare dei livelli, che inizialmente si muovono lentalmente in gruppo, girando per l'arena in senso orario o antiorario, e sono letali solo sbattendoci contro. Un po' alla volta si trasformano in astronavi di comando, che si muovono molto più velocemente e sparano raggi come quelli del giocatore. Possono anche depositare due tipi di mine, che stanno ferme e sono letali solo al contatto. Occasionalmente appare anche una "stella della morte", nemico particolarmente difficile che può anche inseguire l'astronave del giocatore.
Per completare un livello bisogna eliminare tutte le astronavi nemiche, mentre non è necessario distruggere le mine, ma se non viene fatto si ritroveranno ancora lì al livello successivo.
La versione per ColecoVision aggiunge alcune caratteristiche opzionali: pareti più elastiche, un tunnel attraverso il blocco centrale o un passaggio che collega due lati dello schermo. Inoltre è l'unica versione dotata anche di una modalità a due giocatori umani in simultanea: ciascuno controlla un'astronave e lo scopo è sparare all'altro più volte possibile in un tempo fisso, mentre i robot fanno solo da ostacoli disarmati.
Le versioni per computer invece, pur essendo monocromatiche come l'originale, hanno un'opzione per cambiare colore.